# 2010년 전주국제영화제
제11회 전주국제영화제는 2010년 4월에 개최된 영화제이다. 전주 시내 메가박스 영화관을 비롯한 전주CGV, 전주시네마타운, 전주디지털독립영화관과 전북대 삼성문화회관 등에서 개최되었으며 사회자는 유준상이다.

## 수상 및 후보

### 국제경쟁 - 심사위원특별상
- 고추잠자리 - 지에카이 리아오 수상

### 우석상
- 수사 - 루수단 피르벨리 수상

### JIFF 관객상
- 저 달이 차기 전에 - 서세진 수상

### JJ-Star상
- 레인보우 - 신수원 수상

### 무비꼴라쥬상
- 이파네마 소년 - 김기훈 수상

### 관객평론가상
- 이파네마 소년 - 김기훈 수상

### 이스타항공상
- 얼어붙은 땅 - 김태용 수상

### 넷팩(아시아영화진흥기구)상
- 크래쉬 - 페페 디옥노 수상

### 국제경쟁
- 그 남자의 여자, 그리고 다른 이야기들 - 아미트 듀타
- 나는 고양이 스토커 - 스즈키 타쿠지
- 앵커리지 - 안데르스 에드스트룀
- 후아초 - 알레한드로 페르난데즈 알멘드라스
- 강도 - 벤야민 하이젠베르크
- 카스트로 - 알레호 모귈란스키
- 크랩 트랩 - 오스카 루이즈 나비아
- 파라이소 - 엑토르 갈베스

### 한국경쟁
- 그녀에게 - 김성호
- 기이한 춤: 기무 - 박동현
- ●REC - 소준문
- 바다 - 윤태식
- 변신 - 이삼칠

### 한국단편경쟁
- 하드보일드 지저스 - 정영헌 수상
- 수학여행 - 김희진 수상
- 나를 믿어줘 - 김진영
- 츄리멜로 - 권용숙
- 통로 - 이태안
- 연인과 주말에 - 김영희
- 밤을 위한 춤 - 김새봄
- 런던유학생 리차드 - 이용승
- 당신의 어머니 - 정진영
- 효순씨, 윤경씨 노동자로 만나다 - 김태일
- 새집 - 이선정

### 디지털 삼인삼색
- 로잘린 - 마티아스 피녜이로
- 선철 - 제임스 베닝
- 에너미 라인스 - 드니 코테

### 삼인삼색 감독들의 영화
- 데이 올 라이 - 마티아스 피녜이로
- 루르 - 제임스 베닝
- 불과 비 - 제임스 베닝
- 카르카세스 - 드니 코테

### 숏!숏!숏!
- 1,000만 - 김태곤
- 소고기를 좋아하세요? - 한지혜
- 허기 - 이규만

### 카르트 블랑슈
- 그녀는 햇빛 아래서 그 많은 시간을 보냈다 - 필립 가렐
- 노 - 샤론 로크하르트
- 슈투르티 - 마이클 스노우
- 중요한 건 사랑한다는 거야 - 안드레이 줄랍스키

### 영화보다 낯선
- 010101 - T. 마리
- 각자 자신의 길을 가게 하라 - 벤 러셀
- 관광 - 채기
- 네브라스카 스위밍 - 존 조스트
- 라이프 프로젝션 - 라야 마틴
- 무단자 - 페레 포르타벨라
- 스테이트 오브 플럭스 - 라이너 감스예거
- 시차 - 잉게르 리즈 핸슨
- 시크릿 스쿨 - 마리나 조티
- 아파트먼트 프로젝트 : 3개의 씬 - 김계중
- 인민공화동물원 - 쑨 쉰
- 지구 - 호 추 니엔
- 출구 - 샤론 로크하르트
- 태양의 아이 - 크리스토퍼 고줌
- 토토 - 피터 슈라이너
- 트래쉬 험퍼스 - 하모니 코린
- 프레데릭 키슬러의 두 개의 프로젝트 - 헤인즈 에미그홀즈
- 필리핀 영화여, 영원하라! - 라야 마틴
- 혼류 - 김연정
- 후렴은 노래속의 혁명처럼 일어난다 - 존 토레스
- 휴가 - 라야 마틴

### 시네마페스트 영화궁전
- 괴물들이 사는 나라 - 스파이크 존즈
- 사랑의 여왕 - 발레리 돈젤리
- 사와코 결심하다! - 이시이 유야
- 명예의 메달 - 칼린 페터 네쩌
- 암리카 - 쉐리엔 다비스
- 중력 피에로 - 모리 준이치
- 피벨리나 - 티차 코비 외 1명
- 하라가스 - 메르작 알루아슈
- 히어 앤 데어 - 다코 룬구로브

### 시네마페스트 애니페스트
- 곰이다! - 야니스 시메르마니스
- 기분좋은 날 - 닐스 스카판스
- 나무 - 김용환
- 돌아가는 길 - 김지수
- 마법의 샘물 - 마리스 블링크마니스
- 얼음의 마법사 - 에발드 라시드
- 토벤의 모험 - 안데르스 모르겐탈레
- Burning Paper - 정소이
- March - 신영호
- To - 소리 후미히코
- Tom N Jerry - 최진성

### 시네마페스트 불면의 밤
- 가시나무 왕 - 카타야마 카즈요시
- 괴물들이 사는 나라 - 스파이크 존즈
- 더 호드 - 얀닉 다한 외 1명
- 발할라 라이징 - 니콜라스 윈딩 레픈
- 서바이벌 오브 더 데드 - 조지 로메로
- 극장에서 - 이규만 외 2명
- 앙리-조르주 클루조의 지옥 - 세르지 브롬버그 외 1명
- 포비아 2 - 반종 피산다나쿤 외 4명
- 하우스 - 오바야시 노부히코

### 시네마페스트 야외상영
- 꼬마 니콜라 - 로랑 티라르
- 드림업 - 토드 그라프
- 디어 존 - 라세 할스트롬
- 아스트로 보이 - 아톰의 귀환 - 데이빗 보워스
- 애자 - 정기훈
- 파르나서스 박사의 상상극장 - 테리 길리엄

### 시네마스케이프 장편
- 공원 벤치의 가이와 매들라인 - 데이미언 셔젤
- 광기의 땅 - 뤽 물레
- 그림자 속에서 - 토마스 아슬란
- 기묘한 이야기들 - 마리아노 르리나스
- 기억의 아카이브 - 토마스 하이제
- 남자답게 죽는 법 - 주앙 페드로 호드리게스
- 네네트 - 니콜라 필리베르
- 라 댄스: 더 파리 오페라 발레 - 프레더릭 와이즈먼
- 동창생들 - 린 신
- 마닐라 - 라야 마틴 외 1명
- 메트로폴리스 - 프리츠 랑
- 비욘의 아내 - 네기시 키치타로
- [[비행운 [클라크]]] - 존 지안비토
- 샤하다 - 부란 쿠바니
- 앙리-조르주 클루조의 지옥 - 세르지 브롬버그
- 옐로우 키드 - 마리코 테츠야
- 오로라 - 아돌포 알릭스 주니어
- 울트라 미라클 러브 스토리 - 요코하마 사토코
- 작은 산 주변에서 - 자크 리베트
- 캐터필러 - 와카마츠 코지
- 테트로 - 프란시스 포드 코폴라
- 테헤란 스케치 - 세피데 파르시
- 포르투칼 넌 - 유진 그린
- 경찰, 형용사 - 코르넬리우 포룸보이우
- 피유피루 2001-2008 - 마츠나가 다이시
- 하데비치 - 브루노 뒤몽
- 헬싱키, 포에버 - 피터 폰 바흐
- 히로시마 - 파블로 스톨

### 시네마스케이프 단편
- 나비들에겐 기억이 없다 - 라브 디아즈
- 나비부인 - 차이밍량
- 난 레이커스가 좋아 - 잉 량
- 내 말을 들어주오! - 스티븐 드워스킨
- 마녀들 - 장-마리 스트라우브
- 비닐봉투 - 라민 바흐러니
- 서독총리 호네커 - 크리스티안 클란트
- 석탄 가격 - 왕빙
- 바람의 노래 - 김종관
- 바우어의 동굴 - 리 린치
- 약 - 잉 량
- Osadne - 마르코 스코프
- 와인을 찾아서 - 에르마노 올미
- 위문 - 잉 량
- 일본인 안나 - 츠보카와 타쿠시
- 장 브리카르의 여정 - 다니엘 위예
- 조아생 가티 - 장-마리 스트라우브
- 코르네이유-브레히트 - 코넬리아 게이저 외 1명
- 페트폴리스 - 피터 메틀러

### 시네마스케이프 한국영화 쇼케이스
- 불신지옥 - 이용주
- 사당동 더하기 22(감독판) - 조은 외 1명
- 숨 - 함경록
- 애니멀 타운 - 전규환
- 여행 - 배창호
- 호우시절 - 허진호

### 시네마스케이프 로컬 시네마 전주
- 김삼진 - 오현민
- 소나무 - 강지이
- 스테이크 - 정상용

### 한국영화 특별전
- 너와 나 - 허영
- 분례기 - 유현목
- 삼각의 함정 - 이만희
- 상해여 잘 있거라 - 정기탁

### 오마주
- 검거 - 미클로시 얀초
- 대결 - 미클로시 얀초
- 마이 웨이 홈 - 미클로시 얀초
- 적과 백 - 미클로시 얀초
- 침묵과 외침 - 미클로시 얀초
- 칸타타 - 미클로시 얀초

### 스페셜 포커스 - 특별전
- 10월 - 그리고리 알렉산드로브 외 1명
- 군신 에미타이 - 우스만 셈벤
- 불타는 시간의 연대기 - 페르난도 E. 솔라나스
- 빨치산 전사 - 츠치모토 노리아키
- 죽음의 안토니오 - 글라우버 로샤
- 안티고네 - 다니엘 위예
- 윈스탠리 - 케빈 브라운로우

### 스페셜 포커스 - 회고전
- 다시 만개한 꽃 - 페드로 코스타 - 페드로 코스타
- 당신의 숨겨진 미소는 어디에? - 페드로 코스타
- 반다의 방 - 페드로 코스타
- 뼈 - 페드로 코스타
- 시실리아 - 페드로 코스타
- Ne Change Rien - 페드로 코스타
- 여섯 개의 바가텔 - 페드로 코스타
- 용암의 집 - 페드로 코스타
- 장 마리 스트라우브와 다니엘 위예 - 페드로 코스타
- 타라팔 - 페드로 코스타
- 토끼 사냥꾼들 - 페드로 코스타
- 피 - 페드로 코스타
- 대단한 젊음 - 페드로 코스타
- 196 bpm - 로뮈알드 카르마카
- 람세스 - 로뮈알드 카르마카
- 박치기 - 로뮈알드 카르마카
- 밤에 부르는 노래 - 로뮈알드 카르마카
- 빌라로보스 - 로뮈알드 카르마카
- 악마와 깊고 푸른 바다 사이에서 - 로뮈알드 카르마카
- 절멸의 땅 - 로뮈알드 카르마카
- 저승사자(영어판) - 로뮈알드 카르마카
- 탈몽타주 IX - 로뮈알드 카르마카
- 프랑크푸르트의 십자가 - 로뮈알드 카르마카
- 힘러 프로젝트 - 로뮈알드 카르마카
- 길 3부작 : 길 다시 이어야 한다 - 김동원
- 끝나지 않은 전쟁 - 김동원
- 또 하나의 세상, 행당동 사람들 2 - 김동원
- 명성, 그 6일의 기록 - 김동원
- 미디어 숲 속의 사람들 - 김동원
- 벼랑에 선 도시빈민 - 김동원
- 상계동 올림픽 - 김동원
- 송환 - 김동원
- 야고보의 5월 - 김동원
- 엄마 아빠 할 수 있어 - 김동원
- 종로, 겨울 - 김동원
- 철권 가족 - 김동원
- 하나가 되는 것은 더욱 커지는 일이다 - 김동원
- 하느님 보시니 참 좋았다 - 김동원
- 한사람 - 김동원
- 행당동 사람들 - 김동원